# Federazione Cricket Italiana
Die Federazione Cricket Italiana (F.CR.I.) ist der nationale Dachverband für Cricket in Italien. Der im Jahr 1980 gegründete Verband hat seinen Sitz in Rom. Seit 1995 vertritt sie Italien beim Weltverband International Cricket Council (ICC) als Associate Member und seit 1997 beim Kontinentalverband European Cricket Council (ECC).

## Geschichte
Die Federazione Cricket Italiana (F.CR.I.) wurde am 26. November 1980 in Rom als Associazione Italiana Cricket gegründet. 1984 wurde sie Affiliate Member des International Cricket Council (ICC) und 1995 Associate Member. Die F.CR.I. war außerdem 1997 Gründungsmitglied des europäischen Kontinentalverbandes European Cricket Council (ECC). Im selben Jahr erfolgte die Aufnahme als assoziiertes Mitglied in das Comitato Olimpico Nazionale Italiano (CONI) und der Verband erhielt seinen heutigen Namen. Nach der Aufnahme von Cricket in das Wettkampfprogramm der Olympischen Spiele 2028 in Los Angeles wurde die Federazione Cricket Italiana am 11. Juli 2024 zum Vollmitglied des Comitato Olimpico Nazionale Italiano erhoben.

## Aufgabe
Die Federazione Cricket Italiana stellt die Italien vertretenden Cricket-Nationalmannschaften, einschließlich der für die Männer (Gli Azzurri), Frauen (Le Azzurre) und Jugend, zusammen. Der Verband ist außerdem verantwortlich für die Durchführung von T20I-Serien gegen andere Nationalmannschaften sowie die Organisation von Heimspielen und -turnieren. Neben der Aufstellung des Teams ist er verantwortlich für den Kartenverkauf, der Gewinnung von Sponsoren und der Vermarktung der Medienrechte.
Daneben organisiert der Verband das Kinder- und Jugend-Cricket in Italien.

## Logo
Das Logo besteht aus einem Wicket in den Nationalfarben (grün, weiß und rot) mit einem Batter davor.